# Ronchamp
Ronchamp is een gemeente in het Franse departement Haute-Saône in de regio Bourgogne-Franche-Comté. De plaats maakt deel uit van het arrondissement Lure. In Ronchamp bevindt zich de bedevaartskapel Notre Dame du Haut die ontworpen werd door Le Corbusier. Ronchamp telde op 1 januari 2022 2.745 inwoners.

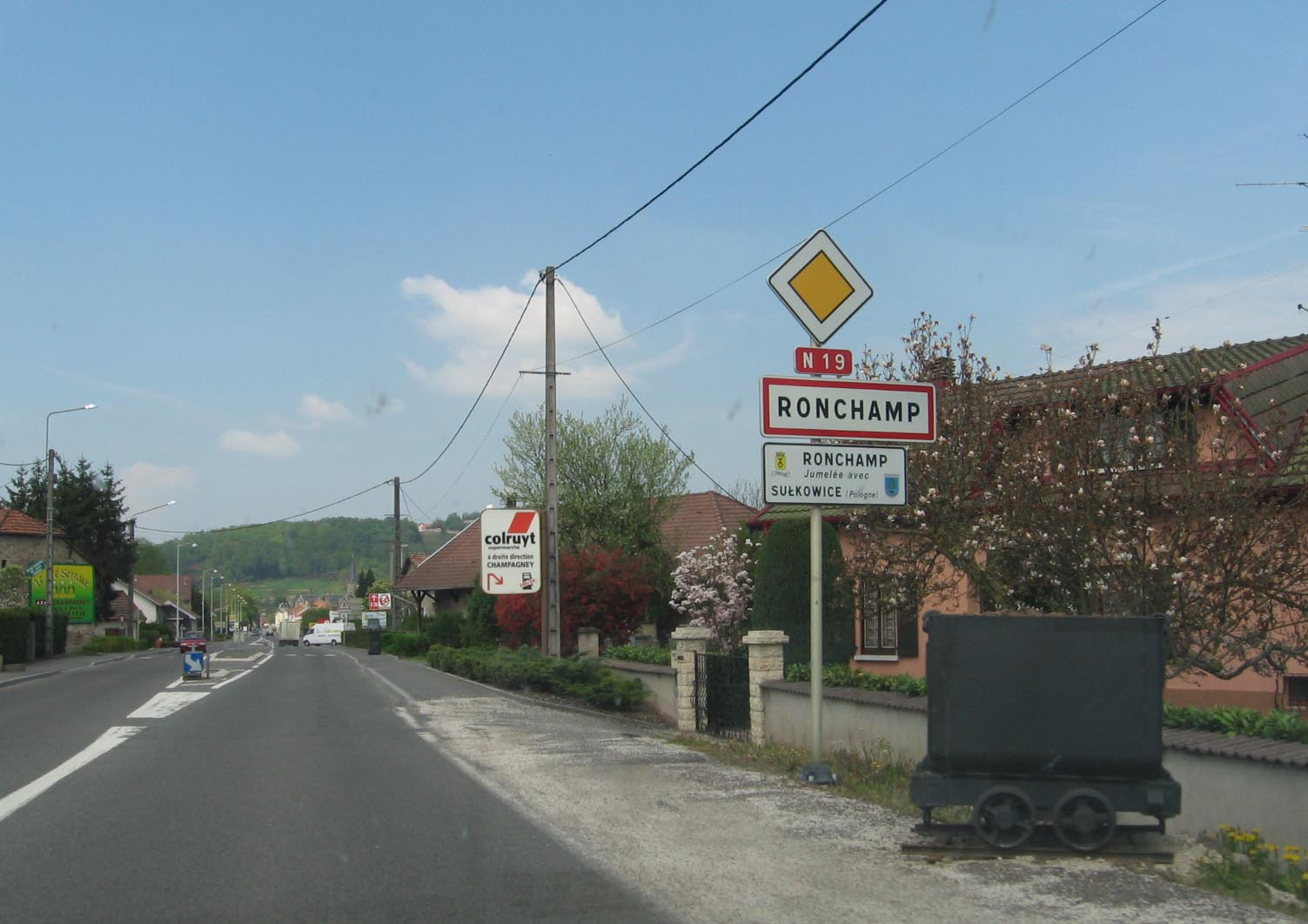
Entree Ronchamp

## Geografie
De oppervlakte van Ronchamp bedroeg op 1 januari 2022 23,54 vierkante kilometer; de bevolkingsdichtheid was toen 116,6 inwoners per km².

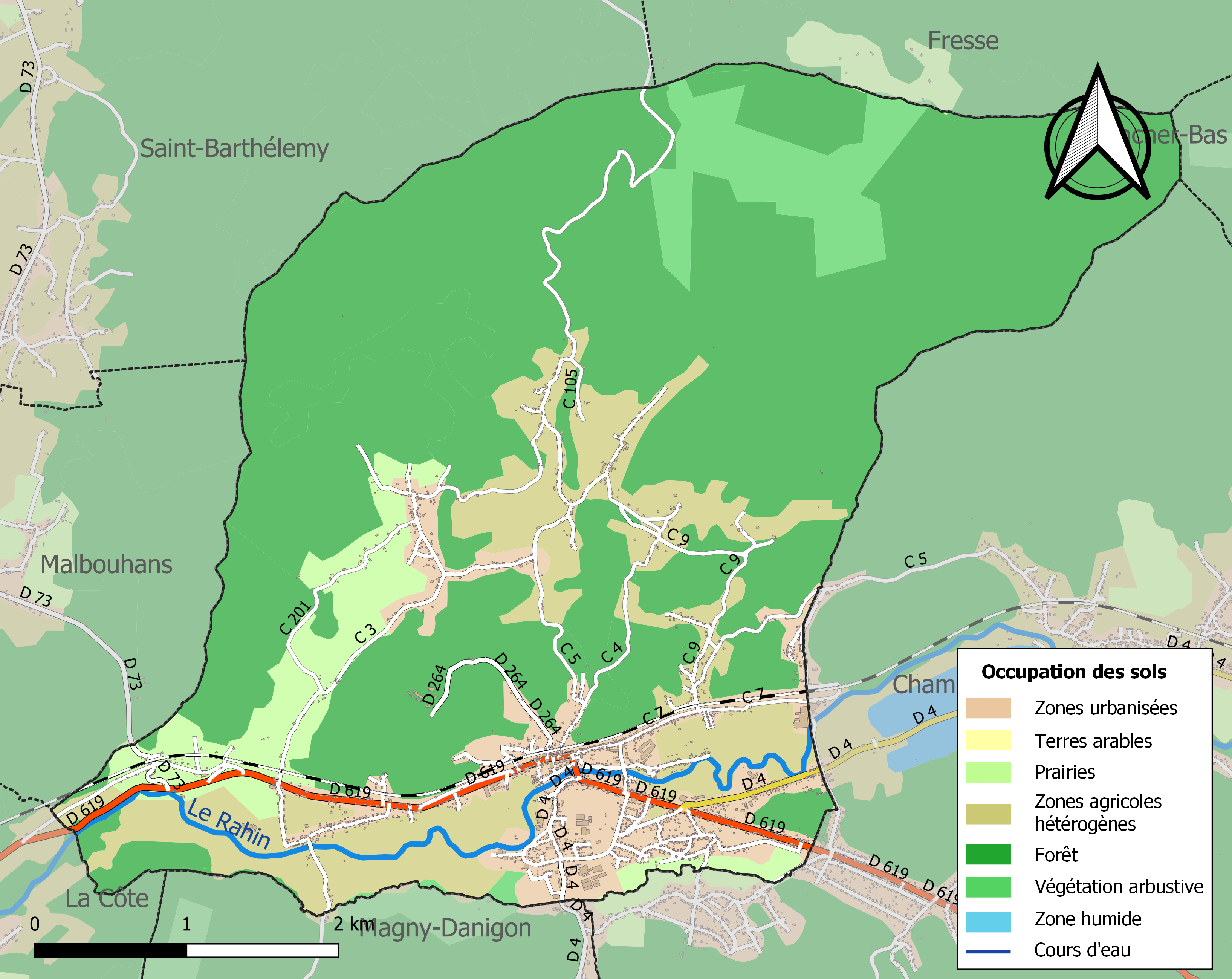
Kaart van de gemeente met de belangrijkste infrastructuur, bodemgebruik en omliggende gemeenten

## Verkeer en vervoer
In de gemeente ligt spoorwegstation Ronchamp.

## Het Mijnhuis van Ronchamp
De exploitatie van de mijn van Ronchamp ontstond halverwege de 18de eeuw. Aan het eind van de 19de eeuw draaide hier een volledige industrie met 1550 man personeel. Het museum geeft inzicht in het werk en maatschappelijk leven van de mijnwerker en toont zijn gereedschap en technieken. Er is een uitzonderlijke verzameling mijnlampen.
Steenkoolmijn Arthur-de-Buyer gegraven door het bedrijf, met zijn 1.010 m diepte was Frankrijk toen het eerste land dat de dieptegrens van 1.000 m overschreed.

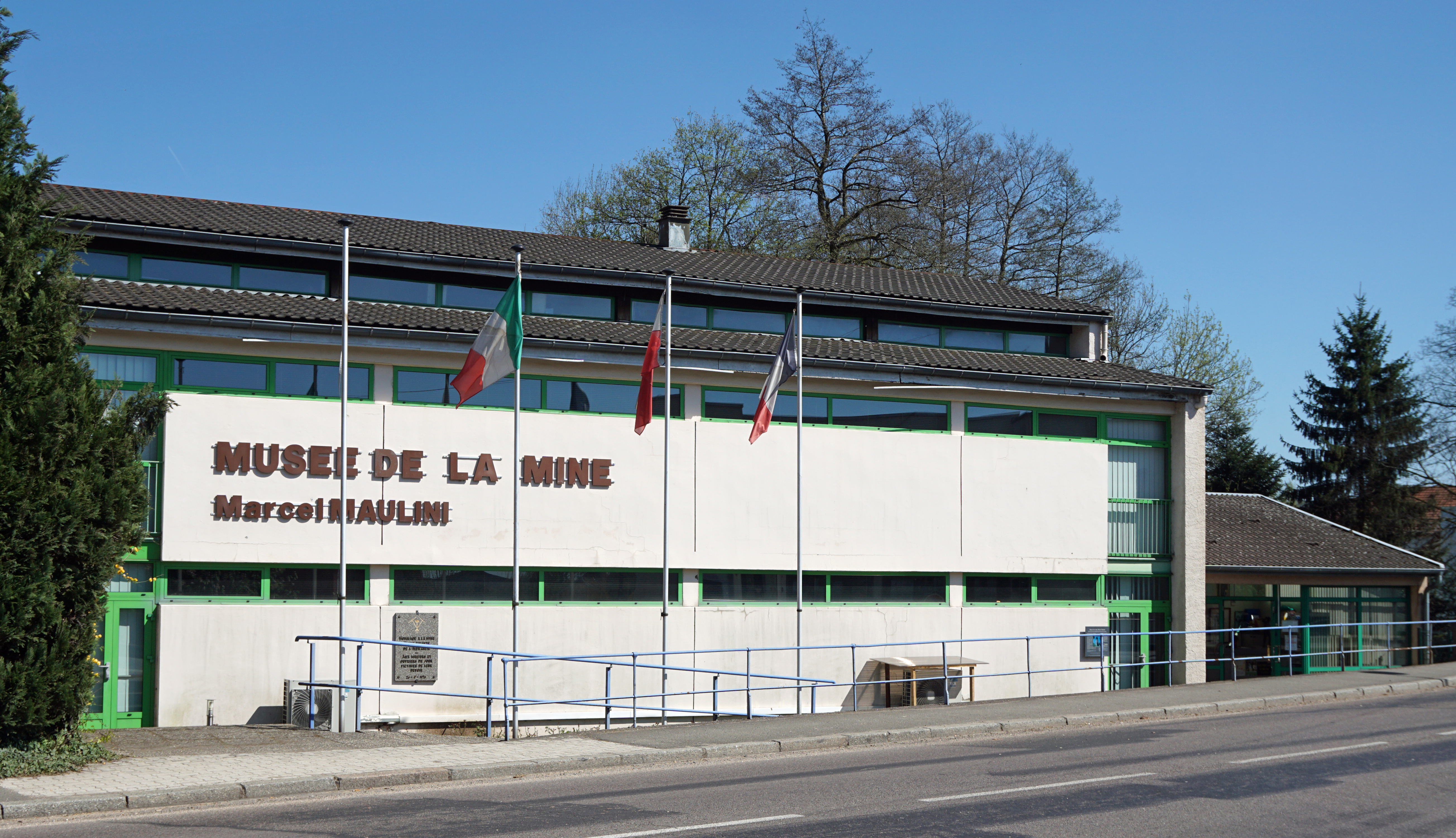
Het Mijnhuis Marcel Maulini.
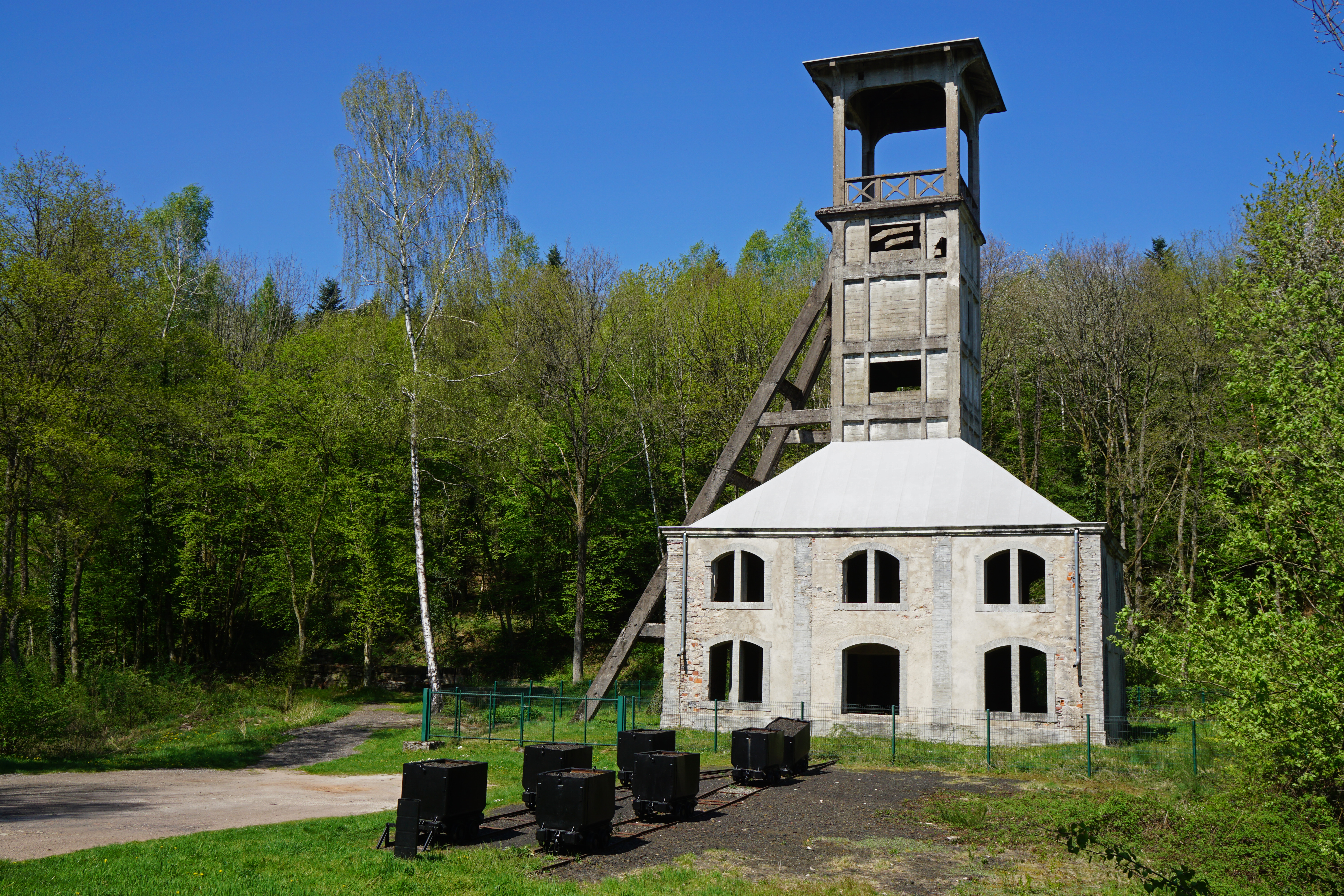
De pit Sainte-Marie.

## Demografie
Onderstaande figuur toont het verloop van het inwonertal (bron: INSEE-tellingen).